# Arnold Deuvez
Arnold Deuvez (fl. XVII-XVIII secolo) è stato un pittore francese vissuto a cavallo tra il XVII e il XVIII secolo.

## Biografia
Non abbiamo notizie dettagliate di questo personaggio, pittore dell'Académie royale de peinture et de sculpture di Parigi. Disegnò un globo celeste per il cartografo Vincenzo Coronelli, intagliato dal calcografo Jean-Baptiste Nolin: il globo è conservato al Museo Galileo di Firenze.